# Општина Бергин (Алба)
Бергин (рум. Berghin) општина је у Румунији у округу Алба.
Oпштина се налази на надморској висини од 295 m.